# Менверсайм
Менверсайм (фр. Minversheim) — коммуна на северо-востоке Франции в регионе Гранд-Эст (бывший Эльзас — Шампань — Арденны — Лотарингия), департамент Нижний Рейн, округ Саверн, кантон Буксвиллер. До марта 2015 года коммуна административно входила в состав упразднённого кантона Ошфельден (округ Страсбур-Кампань).
Площадь коммуны — 5,45 км², население — 606 человек (2006) с тенденцией к росту: 682 человека (2013), плотность населения — 125,1 чел/км².

## Население
Население коммуны в 2011 году составляло 679 человек, в 2012 году — 680 человек, а в 2013-м — 682 человека.
| 1962 | 1968 | 1975 | 1982 | 1990 | 1999 | 2006 | 2008 | 2011 | 2012 | 2013 |
| ---- | ---- | ---- | ---- | ---- | ---- | ---- | ---- | ---- | ---- | ---- |
| 545  | 539  | 541  | 501  | 485  | 510  | 606  | —    | 679  | 680  | 682  |

Динамика населения:

## Экономика
В 2010 году из 423 человек трудоспособного возраста (от 15 до 64 лет) 333 были экономически активными, 90 — неактивными (показатель активности 78,7 %, в 1999 году — 74,1 %). Из 333 активных трудоспособных жителей работали 322 человека (174 мужчины и 148 женщин), 11 числились безработными (5 мужчин и 6 женщин). Среди 90 трудоспособных неактивных граждан 34 были учениками либо студентами, 32 — пенсионерами, а ещё 24 — были неактивны в силу других причин.

## Достопримечательности (фотогалерея)

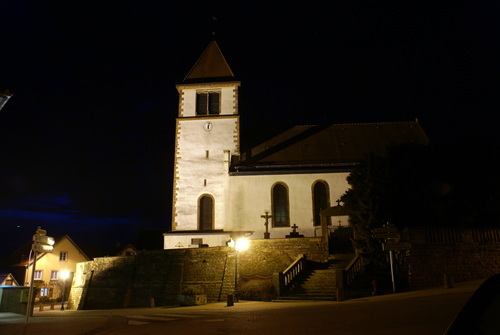
Церковь